# هوجو جوميز
هوجو جوميز (11 أكتوبر 1979 بفارو في البرتغال - ) هو لاعب كرة قدم برتغالي في مركز الدفاع. لعب مع إستريلا دا أمادورا ونادي أونياو دا ماديرا ويو دي ليريا وA.D. Pontassolense ‏ وC.D. Beja ‏ وC.D. Portosantense ‏ وC.D.R. Quarteirense ‏ ونادي فارنزي.

## روابط خارجية
- هوجو جوميز على موقع قاعدة بيانات كرة القدم.إي يو (الإنجليزية)
- هوجو جوميز على موقع Soccerway.com (الإنجليزية)